# Convolvulus deserticulus
Convolvulus deserticulus är en vindeväxtart som beskrevs av D. Podlech. Convolvulus deserticulus ingår i släktet vindor, och familjen vindeväxter. Inga underarter finns listade i Catalogue of Life.